# Бараневич, Леонид Петрович
Леонид Петрович Бараневич (1880—?) — полковник РИА и армии УНР.

## Биография
Родился в селе Радовцы Летичевского уезда Подольской губернии. По состоянию на 1 января 1910 года — штабс-капитан 9-го стрелкового полка (Жмеринка), в составе которого участвовал в Первой мировой войне. Кавалер ордена Святого Георгия IV степени (за бой 23 мая 1915 года) и обладатель Георгиевского оружия (за бой 17 августа 1914 года). Последнее звание в российской армии — полковник.
В 1918 году — помощник командира 10-го пешего Липовецкого полка Армии Украинской Державы. В 1920—1921 годах служил в 1-й Запорожской дивизии Армии УНР. Потерял левую ногу, его дальнейшая судьба неизвестна.